# 杨心培
杨心培（1915年4月—1989年6月30日），原名辛培，山东日照人，是中华人民共和国政治人物，前上海市革委会副主任、市纪委筹备组组长。另曾任第五届全国人民代表大会代表、中纪委委员、第七、八届上海市人民代表大会代表、上海市委常委、上海市委顾委会筹备组组长。他是仙居县闹退社事件发生时的地方官员。

## 早年
1915年（民国4年）4月出生于山东日照县，1929年（18年）入读日照县立中学，1932年（21年）入读北平山东中学，1935年（24年）考入国立北平大学数学系。1931年（30年）九一八事变后，他主张抗日，经常参加反内战的抗日学运活动。1935年参加“一二九运动”，次年春，中华民族解放先锋队在北京成立，他加入成为首批队员。1937年（26年）卢沟桥事变后，他放弃在北平大学的学业，前往延安，于1938年（27年）1月进入抗大就读，因此开启了抗战和政治生涯。

## 抗战与参政

### 入党归鲁
1938年5月－6月间加入中国共产党，后来中共派他返回山东开展工作。他于同年下半年回到日照县任县委宣传部长，期间一度在中共中央山东分局党校学习。1941年起出任莒南县委书记以及莒南县抗日民主政府的县长，与华北政务委员会的莒南县政府相抗争。1948年9月出任滨海地委宣传部长。

### 随军南下
1949年，随着共军在国共内战中获得超过预期的胜利，有大量此前未统治的土地等待接收建政，因此，中共组建了华东南下干部纵队，主要是将山东的党干部抽调到江南（江浙沪）一带接管政权。杨心培也在其中，任一支队（即鲁中南区）六大队政委。
六大队负责接管浙江省第六专区（台州专区）。6月20日，解放军进驻临海，成立临海市军事管制委员会，杨心培任主任；又改原台属工委为临海地方委员会，旋又改称中共浙江第六地方委员会，杨心培任第一副书记。10月，第六专区改称台州专区，六地委也改称台州地委。此后十年间他一直在浙江任职。

### 任职浙江
他在台州任副书记直到1954年，当时台州专区被撤销，分划入宁波和温州专区，此后杨心培被调入浙江省委组织部任副部长，1956年8月起任代部长。1957年台州专区再度恢复，他因而出任恢复后的首任台州地委书记。1958年台州专区再度被撤销，他于1959年1月转任温州地委第一书记。
1957年4、5月期间，仙居县发生了闹退社事件，农民们对粮食的减产和粮食供应指标的减少等问题感到不满，全县时33个乡镇中有29个乡镇都发生了暴力冲击事件，他们诉求希望能退出合作社。
当时的县委和县政府一度决定参照《关于整风运动的指示》将此事划定为“人民内部矛盾”，因而最终宣布“入社自愿，退社自由”，这导致仙居县入社农户一度下降为县内总农户数量的16%。
这种退社风引发了毛泽东的关注，于是浙江省委下派时任组织部副部长的杨心培去检查处理仙居县情况。杨心培同样的按第二次整风运动的精神将问题定性为官僚主义问题，并将官僚主义的源头直指县长李延新，在整风运动进一步极化为反右运动的情况下，县委被重组，李延新被架空，县委重新恢复了暴力胁迫农民入社的政策。

### 再度归鲁及任职大区
1960年，为支援山东，作为浙江干部的杨心培再度被调回家乡山东，在聊城专区任聊城地委第一书记。1961年，此前曾被撤销并大部分地区（包括德州市）划入聊城专区的德州专区被恢复，他调任德州地委第一书记。
此后，他于1962年8月出任中共华北局组织部副部长。

## 下放与恢复工作

### 文革时期
1967年1月，因文化大革命，杨心培受到批判，被下放到五七干校中劳动。1972年底进入时由张宜爱领导的上海市革委会郊区组工作，1974年12月在松江、奉贤联络组工作。1975年6月任奉贤县革委会副主任兼中共奉贤县委副书记，1976年3月任主任兼书记。

### 文革结束后
1976年10月发生怀仁堂事变以后，上海市革委会主任王洪文、副主任姚文元都是被清算的首要对象，作为四人帮的一处核心基地，上海的人事重组显得尤为重要。1977年5月，杨心培被从奉贤革委会与党委会调任到杨浦，任中共上海市委驻杨浦区委工作组组长。
后原本他所工作过的革委会郊区组，与革委会农村组一道于1977年11月被改组恢复为革委会农业办公室，他转而出任首任办公室主任、党组书记。1977年12月起任第七届上海市人民代表大会代表（选区松江县），并在此当选第五届全国人民代表大会代表（任期自1978年2月开始）。1978年5月出任革委会副主任，分管人事工作。1978年12月当选中共中央纪律检查委员会委员，1979年1月任上海市委常委，并担任组织部长。1979年4月免去革委会副主任职务。1980年1月起兼任市纪委筹备组组长，1981年6月份不再担任。1982年9月不再担任中纪委委员，1983年3月不再担任上海市委常委。1983年4月连任上海市人民代表大会代表（选区长宁区）。1983年6月不再担任全国人民代表大会代表。1988年4月不再担任上海市人民代表大会代表。另曾担任中共上海市顾委筹备组组长。

## 晚年
1989年6月30日，杨心培在上海去世，享年74岁。

## 轶事
杨心培与妻子张锦秀都爱好收藏，被称为是名收藏家，俞云阶、陈大羽、刘海粟、夏伊乔等画家都专门为他们作过画。他们还曾藏有吴鼒等古代画家的画作。